# Miss George Washington
Miss George Washington è un film muto del 1916 diretto da J. Searle Dawley. Prodotto dalla Famous Players Film Company e distribuito dalla Paramount Pictures, aveva come interpreti Marguerite Clark, Niles Welch, Frank Losee, Florence Martin.

## Trama

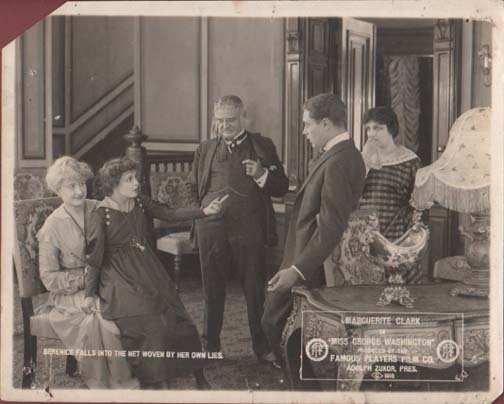

Bugiarda compulsiva, Bernice Somers deve trovare in fretta il modo di cavarsela quando, dopo aver marinato la scuola per recarsi ad assistere al matinée di un famoso attore insieme all'amica Alice Altwood, viene sorpresa dai genitori di quest'ultima. Le due discole si rifugiano nella camera d'albergo di un giovane diplomatico, Cleverley Trafton, ma vengono raggiunte comunque dagli Altwood che restano sconcertati e scandalizzati dal fatto che le due ragazze si trovino nella stanza di un uomo. Senza perdersi d'animo, Bernice afferma che quello è suo marito e che Alice si trova lì in visita. Messo con le spalle al muro dalle frottole della ragazza, Cleverley le tiene bordone anche se poi i due, con molto imbarazzo da parte loro, saranno costretti a passare la notte insieme quando gli Altwood, diventati improvvisamente gentili e ospitali dopo la fantasiosa spiegazione, insistono ad invitarli a stare da loro. Comunque, ben presto Bernice e Cleverley si accorgono di piacersi: ormai innamorati l'uno dell'altra, iniziano a fare progetti matrimoniali.

## Produzione
Il film fu prodotto dalla Famous Players Film Company. Nel 1927, Millard Webb ne diresse un remake interpretato da Colleen Moore che fu distribuito in Italia con il titolo Biricchina ma simpatica.

## Distribuzione

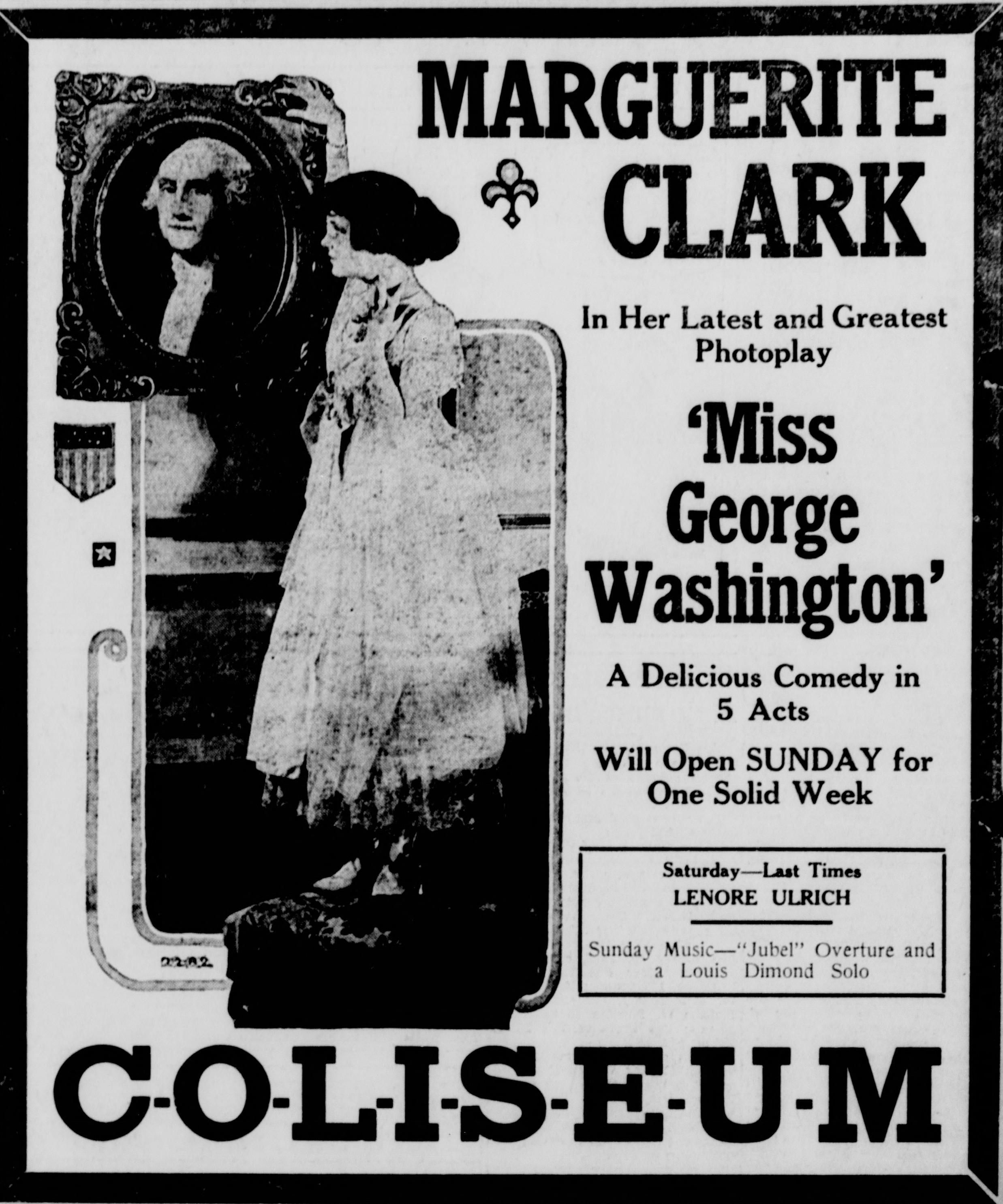
Pubblicità su quotidiano

Il copyright del film, richiesto dalla Famous Players Film Co., fu registrato il 19 novembre 1916 con il numero LP9486. Nello stesso giorno, distribuito dalla Paramount Pictures e presentato da Daniel Frohman, il film uscì nelle sale cinematografiche statunitensi.

In Portogallo, proiettato con il titolo Miss Washington, fu distribuito il 24 dicembre 1918.

La Paramount curò una riedizione della pellicola che, negli Stati Uniti, fu nuovamente distribuita il 3 agosto 1919.
Non si conoscono copie ancora esistenti della pellicola che viene considerata presumibilmente perduta.